# 北政清
北 政清（きた まさきよ、1891年〈明治24年〉10月11日 - 1953年〈昭和28年〉9月1日）は、日本の農業経営者、政治家。衆議院議員。

## 経歴
石川県能美郡今江村（現小松市）で北小太郎の三男として生まれる。1895年、父と共に北海道空知郡奈井江に入植。公立砂川小学校を経て、1910年、北海道庁立空知農業学校農科を卒業し農業に従事。
1915年、札幌郡江別村付属員となる。以後、雨竜郡秩父別村農会技術員、兼同役場付属員、北海道庁農業技手、板谷農場管理人、北竜村土功組合長、板谷農場産業組合長理事、北竜村農会副会長、北竜村会議員、在郷軍人会分会長、板谷商船 (株) 農場支配人、北連販売部長、産業組合中央会空知部会理事、日本通運 (株) 滝川支店長などを務めた。
1936年から北海道会議員を二期務めた。1946年4月の第22回衆議院議員総選挙で、日本協同党から北海道第一区に出馬して当選し、衆議院議員を一期務めた。同年、国道275号線の沼田村-多度志村間の道路延長を求める請願の紹介議員となり、当該地域の開発と発展に寄与。1948年、北竜村農業協同組合の初代組合長に就任するも公職追放となり辞任し、1951年に追放解除となり理事に復帰した。

## 人物
兄は衆議院議員、参議院議員、奈井江村長を務めた北勝太郎。北二郎、北修二、北良治は甥。
生涯にわたり農民の代表、代弁者として活動を行った。